# Ивановское (сельское поселение «Деревня Кривское»)
Ива́новское — урочище (бывшая деревня) в составе муниципального образования Сельское поселение «Деревня Кривское» Боровского района Калужской области. Расположено в 8 км от Обнинска и в 2 км от реки Городянка.

## География
В районе Ивановского расположены пять прудов и гранитный карьер.
Ближайшие населённые пункты — сёла Климовское и Бавыкино, с которыми деревня связана просёлочными дорогами.

## История
Исходя из притяжательной формы названия и существования церковного прихода, Ивановское некогда было селом, основанным человеком с фамилией Иванов.
В начале XIX века усадьбой в Ивановском (Львово) владел майор И. Н. Аршеневский. В 1801—1809 годах на его средства в селе была построена каменная церковь Рождества Иоанна Предтечи.

## Население
| 2002 | 2010 |
| ---- | ---- |
| 0    | →0   |

В XX веке население стало уменьшаться, и Ивановское получило статус деревни. По данным топографической карты 1983 года, тогда в деревне проживало около 10 человек. Когда в Ивановском не осталось ни одного прописанного жителя, приняли решение о лишении деревни статуса населённого пункта.

## Инфраструктура
В Ивановском до сих пор стоят три жилых дома, ныне заброшенных; от других построек остались только фундаменты. Сохранилась старинная церковь Рождества Иоанна Предтечи, закрытая в 1930 году, частично разрушенная во время Великой Отечественной войны, а затем приспособленная под склад совхоза. С 2008 года в храме проводятся реставрационные работы.
Сейчас земли Ивановского и прилегающих полей выкуплены в частные владения. Земли около церкви где некогда стоял барский дом используются для земледелия, на них стоит пасека.

## Транспорт
Просёлочные дороги.